# Laurence Olivier Award for Best New Comedy
Der Laurence Olivier Award for Best New Comedy (deutsch: Laurence Olivier Auszeichnung für die beste Comedy) ist ein britischer Theater- und Musicalpreis, der erstmals 1976 vergeben wurde.

## Geschichte und Hintergrund
Die Laurence Olivier Awards werden seit 1976 jährlich in zahlreichen Kategorien von der Society of London Theatre vergeben. Sie gelten als höchste Auszeichnung im britischen Theater und sind vergleichbar mit den Tony Awards am amerikanischen Broadway. Ausgezeichnet werden herausragende Darsteller und Produktionen einer Theatersaison, die im Londoner West End zu sehen waren. Die Nominierten und Gewinner der Laurence Olivier Awards „werden jedes Jahr von einer Gruppe angesehener Theaterfachleute, Theaterkoryphäen und Mitgliedern des Publikums ausgewählt, die wegen ihrer Leidenschaft für das Londoner Theater“ bekannt sind. Eine der Preiskategorien ist der Laurence Olivier Award for Best New Comedy. Er wird seit 1976 vergeben und hieß bis 1991 zunächst Laurence Olivier Award for Comedy of the Year, wurde dann in Laurence Olivier Award for Best Comedy umbenannt. Von 1999 bis 2020 hieß er wieder Laurence Olivier Award for Best New Comedy, seitdem ist die Bezeichnung Laurence Olivier Award for Best Entertainment or Comedy Play.

## Gewinner und Nominierte
Die Übersicht der Gewinner und Nominierten listet pro Jahr die nominierten Comedies und Autoren. Der Gewinner eines Jahres ist grau unterlegt und fett angezeigt.

### 1976–1979
| Jahr                                | Comedy                                               | Autor |
| ----------------------------------- | ---------------------------------------------------- | ----- |
| 1976                                |                                                      |       |
| Donkeys’ Years                      | Michael Frayn                                        |       |
| The Bed Before Yesterday            | Ben Travers                                          |       |
| Confusions                          | Alan Ayckbourn                                       |       |
| Funny Peculiar                      | Mike Stott                                           |       |
| 1977                                |                                                      |       |
| Privates on Parade                  | Peter Nichols                                        |       |
| Bedroom Farce                       | Alan Ayckbourn                                       |       |
| Once a Catholic                     | Mary O’Malley                                        |       |
| The Kingfisher                      | William Douglas-Home                                 |       |
| 1978                                |                                                      |       |
| Filumena                            | Eduardo De Filippo, Keith Waterhouse und Willis Hall |       |
| Shut Your Eyes and Think of England | John Chapman und Anthony Marriott                    |       |
| Ten Times Table                     | Alan Ayckbourn                                       |       |
| 1979                                |                                                      |       |
| Middle-Age Spread                   | Roger Hall                                           |       |
| Clouds                              | Michael Frayn                                        |       |
| Outside Edge                        | Richard Harris                                       |       |

### 1980–1989
| Jahr                       | Comedy                                      | Autor          |
| 1980                       |                                             |                |
| -------------------------- | ------------------------------------------- | -------------- |
| 1980                       | Educating Rita                              | Willy Russell  |
| 1980                       | Born in the Gardens                         | Peter Nichols  |
| 1980                       | Make and Break                              | Michael Frayn  |
| 1980                       | Sisterly Feelings                           | Alan Ayckbourn |
| 1981                       |                                             |                |
| Steaming                   | Nell Dunn                                   |                |
| Anyone for Denis?          | John Wells                                  |                |
| Can’t Pay? Won’t Pay!      | Dario Fo                                    |                |
| On the Razzle              | Tom Stoppard                                |                |
| 1982                       |                                             |                |
| Noises Off                 | Michael Frayn                               |                |
| Key for Two                | John Chapman und Dave Freeman               |                |
| Season’s Greetings         | Alan Ayckbourn                              |                |
| Trafford Tanzi             | Claire Luckham                              |                |
| 1983                       |                                             |                |
| Daisy Pulls It Off         | Denise Deegan                               |                |
| Beethoven’s Tenth          | Peter Ustinov                               |                |
| Run for Your Wife          | Ray Cooney                                  |                |
| Woza Albert!               | Barney Simon, Percy Mtwa und Mbongeni Ngema |                |
| 1984                       |                                             |                |
| Up ’n’ Under               | John Godber                                 |                |
| Gymslip Vicar              | Cliff Hanger                                |                |
| Intimate Exchanges         | Alan Ayckbourn                              |                |
| Two into One               | Ray Cooney                                  |                |
| 1985                       |                                             |                |
| A Chorus of Disapproval    | Alan Ayckbourn                              |                |
| Bouncers                   | John Godber                                 |                |
| Love’s Labour’s Lost       | William Shakespeare                         |                |
| Pravda                     | Howard Brenton und David Hare               |                |
| 1986                       |                                             |                |
| When We Are Married        | J.B. Priestley                              |                |
| Lend Me a Tenor            | Ken Ludwig                                  |                |
| The Merry Wives of Windsor | William Shakespeare                         |                |
| A Midsummer Night’s Dream  | William Shakespeare                         |                |
| 1987                       |                                             |                |
| Three Men on a Horse       | John Cecil Holm und George Abbott           |                |
| Groucho: A Life in Revue   | Arthur Marx und Robert Fisher               |                |
| A Midsummer Night’s Dream  | William Shakespeare                         |                |
| Twelfth Night              | William Shakespeare                         |                |
| 1988                       |                                             |                |
| Shirley Valentine          | Willy Russell                               |                |
| Henceforward...            | Alan Ayckbourn                              |                |
| Separation                 | Tom Kempinski                               |                |
| The Common Pursuit         | Simon Gray                                  |                |
| 1989/1990                  |                                             |                |
| Single Spies               | Alan Bennett                                |                |
| Jeffrey Bernard is Unwell  | Keith Waterhouse                            |                |
| Some Americans Abroad      | Richard Nelson                              |                |
| Steel Magnolias            | Robert Harling                              |                |

### 1990–1999
| Jahr                                                 | Comedy                                      | Autor      |
| 1991                                                 |                                             |            |
| ---------------------------------------------------- | ------------------------------------------- | ---------- |
| 1991                                                 | Out of Order                                | Ray Cooney |
| 1991                                                 | Gasping                                     | Ben Elton  |
| 1992                                                 |                                             |            |
| La Bête                                              | David Hirson                                |            |
| An Evening with Gary Lineker                         | Arthur Smith und Chris England              |            |
| It’s Ralph                                           | Hugh Whitemore                              |            |
| 1993                                                 |                                             |            |
| The Rise and Fall of Little Voice                    | Jim Cartwright                              |            |
| Lost in Yonkers                                      | Neil Simon                                  |            |
| On the Piste                                         | John Godber                                 |            |
| 1994                                                 |                                             |            |
| Hysteria                                             | Terry Johnson                               |            |
| April in Paris                                       | John Godber                                 |            |
| The Life of Stuff                                    | Simon Donald                                |            |
| Time of My Life                                      | Alan Ayckbourn                              |            |
| 1995                                                 |                                             |            |
| My Night with Reg                                    | Kevin Elyot                                 |            |
| Beautiful Thing                                      | Jonathan Harvey                             |            |
| Dead Funny                                           | Terry Johnson                               |            |
| Neville’s Island                                     | Tim Firth                                   |            |
| 1996                                                 |                                             |            |
| Mojo                                                 | Jez Butterworth                             |            |
| Communicating Doors                                  | Alan Ayckbourn                              |            |
| Funny Money                                          | Ray Cooney                                  |            |
| 1997                                                 |                                             |            |
| ’Art’                                                | Yasmina Reza                                |            |
| The Complete Works of William Shakespeare (Abridged) | Adam Long, Daniel Singer und Jess Winfield  |            |
| Laughter on the 23rd Floor                           | Neil Simon                                  |            |
| 1998                                                 |                                             |            |
| Popcorn                                              | Ben Elton                                   |            |
| East is East                                         | Ayub Khan-Din                               |            |
| A Skull in Connemara                                 | Martin McDonagh                             |            |
| 1999                                                 |                                             |            |
| Cleo, Camping, Emmanuelle and Dick                   | Terry Johnson                               |            |
| Alarms and Excursions                                | Michael Frayn                               |            |
| Love Upon the Throne                                 | Patrick Barlow, Martin Duncan und John Ramm |            |
| Things We Do for Love                                | Alan Ayckbourn                              |            |

### 2000–2009
| Jahr                        | Comedy                                       | Autor              |
| 2000                        |                                              |                    |
| --------------------------- | -------------------------------------------- | ------------------ |
| 2000                        | The Memory of Water                          | Shelagh Stephenson |
| 2000                        | Comic Potential                              | Alan Ayckbourn     |
| 2000                        | Quartet                                      | Ronald Harwood     |
| 2001                        |                                              |                    |
| Stones in His Pockets       | Marie Jones                                  |                    |
| Cooking with Elvis          | Lee Hall                                     |                    |
| House/Garden                | Alan Ayckbourn                               |                    |
| Peggy for You               | Alan Plater                                  |                    |
| 2002                        |                                              |                    |
| The Play What I Wrote       | Hamish McColl, Sean Foley und Eddie Braben   |                    |
| Boston Marriage             | David Mamet                                  |                    |
| Caught in the Net           | Ray Cooney                                   |                    |
| Feelgood                    | Alistair Beaton                              |                    |
| 2003                        |                                              |                    |
| The Lieutenant of Inishmore | Martin McDonagh                              |                    |
| RolePlay                    | Alan Ayckbourn                               |                    |
| Dinner                      | Moira Buffini                                |                    |
| Lobby Hero                  | Kenneth Lonergan                             |                    |
| 2006                        |                                              |                    |
| Heroes                      | Gérald Sibleyras und Tom Stoppard            |                    |
| Glorious!                   | Peter Quilter                                |                    |
| Shoot the Crow              | Owen McCafferty                              |                    |
| 2007                        |                                              |                    |
| The 39 Steps                | Patrick Barlow, Simon Corble und Nobby Dimon |                    |
| Don Juan in Soho            | Patrick Marber                               |                    |
| Love Song                   | John Kolvenbach                              |                    |
| 2008                        |                                              |                    |
| Rafta, Rafta...             | Bill Naughton und Ayub Khan-Din              |                    |
| Absurdia: The Crimson Hotel | Michael Frayn                                |                    |
| Elling                      | Simon Bent                                   |                    |
| Whipping It Up              | Stephen Thompson                             |                    |
| 2009                        |                                              |                    |
| God of Carnage              | Yasmina Reza                                 |                    |
| Fat Pig                     | Neil LaBute                                  |                    |
| The Female of the Species   | Joanna Murray-Smith                          |                    |

### 2010–2019
| Jahr                                   | Comedy                                                      | Autor           |
| 2010                                   |                                                             |                 |
| -------------------------------------- | ----------------------------------------------------------- | --------------- |
| 2010                                   | The Priory                                                  | Michael Wynne   |
| 2010                                   | Calendar Girls                                              | Tim Firth       |
| 2010                                   | England People Very Nice                                    | Richard Bean    |
| 2010                                   | Parlour Song                                                | Jez Butterworth |
| 2014                                   |                                                             |                 |
| Jeeves and Wooster in Perfect Nonsense | Robert Goodale und David Goodale                            |                 |
| The Duck House                         | Dan Patterson und Colin Swash                               |                 |
| The Full Monty                         | Simon Beaufoy                                               |                 |
| The Same Deep Water as Me              | Nick Payne                                                  |                 |
| 2015                                   |                                                             |                 |
| The Play That Goes Wrong               | Henry Shields, Jonathan Sayer und Henry Lewis               |                 |
| Handbagged                             | Moira Buffini                                               |                 |
| Shakespeare in Love                    | Marc Norman, Tom Stoppard und Lee Hall                      |                 |
| 2016                                   |                                                             |                 |
| Nell Gwynn                             | Jessica Swale                                               |                 |
| A Christmas Carol                      | Patrick Barlow                                              |                 |
| Hand to God                            | Robert Askins                                               |                 |
| Peter Pan Goes Wrong                   | Henry Shields, Jonathan Sayer und Henry Lewis               |                 |
| 2017                                   |                                                             |                 |
| Our Ladies of Perpetual Succour        | Lee Hall                                                    |                 |
| The Comedy About a Bank Robbery        | Henry Shields, Jonathan Sayer und Henry Lewis               |                 |
| Nice Fish                              | Mark Rylance und Louis Jenkins                              |                 |
| The Truth                              | Florian Zeller in einer Bearbeitung von Christopher Hampton |                 |
| 2018                                   |                                                             |                 |
| Labour of Love                         | James Graham                                                |                 |
| Dry Powder                             | Sarah Burgess                                               |                 |
| Mischief Movie Night                   | Mischief Theatre                                            |                 |
| The Miser                              | Molière in einer Bearbeitung von Sean Foley und Phil Porter |                 |
| 2019                                   |                                                             |                 |
| Home, I’m Darling                      | Laura Wade                                                  |                 |
| Nine Night                             | Natasha Gordon                                              |                 |
| Quiz                                   | James Graham                                                |                 |

### Seit 2020
| Jahr                                       | Comedy                                         | Autor                                                                |
| 2020                                       |                                                |                                                                      |
| ------------------------------------------ | ---------------------------------------------- | -------------------------------------------------------------------- |
| 2020                                       | Emilia                                         | Morgan Lloyd Malcolm                                                 |
| 2020                                       | Fleabag                                        | Phoebe Waller-Bridge                                                 |
| 2020                                       | Magic Goes Wrong                               | Henry Lewis, Penn Jillette, Jonathan Sayer, Henry Shields und Teller |
| 2020                                       | The Upstart Crow                               | Ben Elton                                                            |
| 2021/2022                                  |                                                |                                                                      |
| Pride and Prejudice* (*sort of)            | Isobel McArthur                                |                                                                      |
| Pantoland at the Palladium                 | Michael Harrison                               |                                                                      |
| The Choir of Man                           | Nic Doodson und Andrew Kay                     |                                                                      |
| The Shark Is Broken                        | Joseph Nixon und Ian Shaw                      |                                                                      |
| 2023                                       |                                                |                                                                      |
| My Neighbour Totoro                        | Tom Morton-Smith                               |                                                                      |
| Jack and the Beanstalk                     |                                                |                                                                      |
| My Son’s a Queer (But What Can You Do?)    | Rob Madge                                      |                                                                      |
| One Woman Show                             | Liz Kingsman                                   |                                                                      |
| 2024                                       |                                                |                                                                      |
| Stranger Things: The First Shadow          | Kate Trefry                                    |                                                                      |
| Accidental Death of an Anarchist           | Dario Fo und Franca Rame                       |                                                                      |
| Stephen Sondheim’s Old Friends             | Stephen Sondheim                               |                                                                      |
| Vardy v Rooney: The Wagatha Christie Trial | Liv Hennessy                                   |                                                                      |
| 2025                                       |                                                |                                                                      |
| Titanique                                  | Tye Blue, Marla Mindelle, Constantine Rousouli |                                                                      |
| Ballet Shoes                               | Kendall Feaver                                 |                                                                      |
| Inside No. 9 Stage/Fright                  | Steve Pemberton, Reece Shearsmith              |                                                                      |
| Spirited Away                              | John Caird, Maoko Imai                         |                                                                      |